# 苏军中校巴布什金墓
苏军中校巴布什金墓，是中國广西壮族自治区的桂林市文物保護單位之一，現位於桂林西山公園東側山腳下。巴布什金是一名被蘇聯派到中國擔任軍事顧問的中校，在1940年病逝，起初葬於甲山，1950年改葬在西山南麓，2015年改葬到現址。巴布什金墓在1966年被列入桂林市文物保護單位。

## 歷史

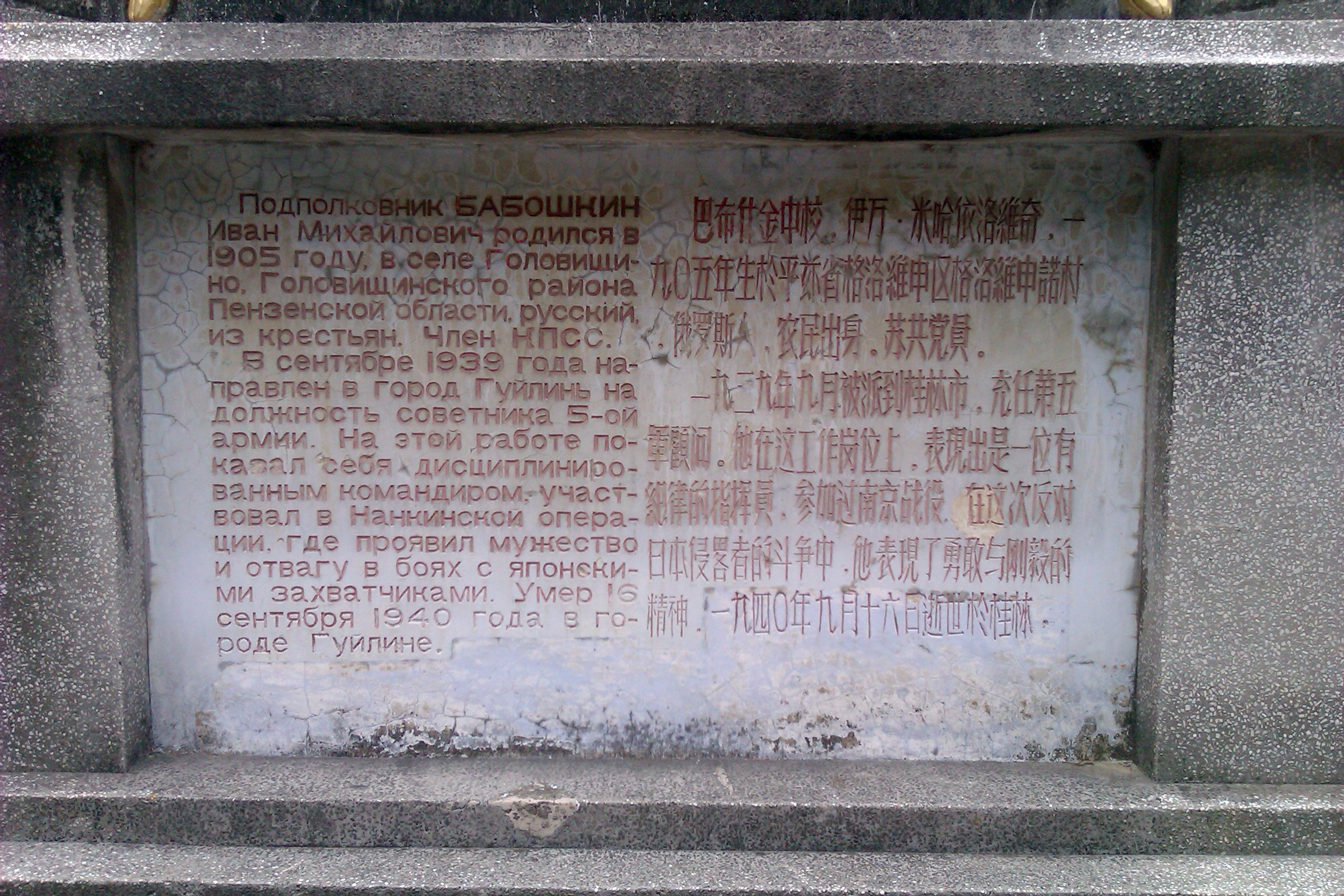
墓碑對巴布什金生平的簡介

伊萬·米哈依洛維奇·巴布什金中校是一名农民出身的蘇聯共產黨黨員、陆军坦克教官，他在中國抗日戰爭初期的1939年9月被派到桂林，為國民革命軍第五軍擔任軍事顧問。他参加过南京保卫战，並且有可能曾經在崑崙關战役赴前线指挥作战。崑崙關战役後，日軍空袭桂林，當地因而有大量平民伤亡，並發生了瘟疫；1940年9月16日，巴布什金在這場瘟疫中病逝。
巴布什金在桂林去世後，當地舉行了隆重的葬礼，並把他葬於甲山。1950年代，為了表達中國人民對蘇聯人民的友好、並纪念巴布什金对中国抗日战争的贡献，桂林市人民政府把他的遺體改葬在西山南麓，并為他修建墓园。巴布什金的墓地得到良好的维护，一直有人自发前往憑弔。
巴布什金墓在1966年被列入桂林市文物保護單位。2015年，巴布什金墓會按照原有风格進行重建工程，並以俄罗斯軍隊的仪式把遺體遷移至西山公園东侧山脚下。再葬仪式已在同年完成。

## 外觀
遷移前的巴布什金墓坐北朝南，墓围呈椭圆形，周長為29.12米、面积约為300平方米，以水泥和礫石建成。墓围的中央为墓碑，碑上刻了「苏联陆军步兵中校巴布什金之墓」等字樣，背面刻有中文和俄文的巴布什金生平簡介，碑顶呈半圆形；墓碑下的碑座分為三层，其中第二层有花圈围着锤子与镰刀的浮雕。

## 參註

## 外部連結
- 苏军中校巴布什金墓的簡化版3D模型（页面存档备份，存于）